# Município de Westfield (condado de Medina, Ohio)
O município de Westfield (em inglês: Westfield Township) é um município localizado no condado de Medina no estado estadounidense de Ohio. No ano de 2010 tinha uma população de 2.482 habitantes e uma densidade populacional de 41,49 pessoas por km².

## Geografia
O município de Westfield encontra-se localizado nas coordenadas 41° 00′ 26″ N, 81° 53′ 58″ O. Segundo o Departamento do Censo dos Estados Unidos, o município tem uma superfície total de 59.82 km², da qual 59,48 km² correspondem a terra firme e (0,58 %) 0,35 km² é água.

## Demografia
Segundo o censo de 2010, tinha 2.482 habitantes residindo no município de Westfield. A densidade populacional era de 41,49 hab./km². Dos 2.482 habitantes, o município de Westfield estava composto pelo 97,22 % brancos, o 0,44 % eram afroamericanos, o 0,12 % eram amerindios, o 0,48 % eram asiáticos, o 0,6 % eram de outras raças e o 1,13 % eram de uma mistura de raças. Do total da população o 1,21 % eram hispanos ou latinos de qualquer raça.